# ハービー・ピーカー
ハービー・ローレンス・ピーカー（Harvey Lawrence Pekar、1939年10月8日 - 2010年7月12日) はアメリカのアンダーグラウンド・コミック原作者、音楽評論家。自伝的なコミック作品『アメリカン・スプレンダー』で知られる。同作は2003年に同題で映画化され、好評を博した。
「クリーブランドの桂冠詩人」、「ラストベルトの吟遊詩人」と呼ばれ、「グラフィックノベルの――あるいは絵によるメモワールの、もしくは自伝的なコミック表現の――鑑賞と認識のされ方を変えるのに貢献した」と評される。ピーカー自身は自作について以下のように語った。「起こった通りに書いた自伝だ。テーマは死なないこと、仕事に就くこと、一緒に暮らす女を見つけること、居場所を探すこと、創造性のはけ口を見つけること、そんなところだな。人生は消耗戦だ。すべての前線で戦いを続けなければならない。一つを倒しても終わりは来ない。俺は混沌の世界で意志を通そうとした。負け戦だ。だが退くわけにはいかない。やめようと思ったこともあるが、しかしどうしてもだめなんだ」

## 生涯
ハービー・ピーカーと弟アレンはオハイオ州クリーブランドに生を受けた。父サウルと母ドーラはポーランドのビャウィストクからの移民であった。サウルはタルムード学者で、キンズマン・アベニューに所有する食料品店の階上に自宅を構えていた。生まれ育った環境がかけ離れていたこともあり、仕事がすべてであった両親との関係は親密とはいえなかった。しかし、ハービーは「二人の互いへの献身には目を見張るものがあった。愛情と讃嘆が溢れていた」と述べている。
幼少期に初めて身につけた第一言語はイディッシュ語である。ハービーはイディッシュ語で文字を学び、小説を読むことを覚えた。6歳の時からコミックブックを読み始めたが、数年のうちに陳腐な話の繰り返しだと感じて興味を失った。
幼少期には友達がいなかったという。かつては近隣の住人は白人だけだったが、1940年代にはほとんど黒人と入れ替わっていた（ホワイト・フライト）。残されたわずかな白人の子供として、ピーカーはたびたび暴力を受けた。後に振り返ったところでは、この時期の体験を通して「根深い劣等感」を植え付けられた一方で、「一目置かれるケンカ屋」へと成長したという。
1957年にシェーカーハイツ高校を卒業し、ケース・ウェスタン・リザーブ大学に進学したが、1年で退学した。その後海軍に入隊したが、極度の不安により審査を通過できず除隊し、故郷のクリーブランドで低所得の職を転々とした。後にクリーブランドの退役軍人局病院でカルテ整理係の職に就き、コミック作家として名声を得てからもその仕事を続けた。2001年に退職するまで昇進を拒み続けたという。
ピーカーは3度結婚している。作家で教育者だったカレン・デラニーとの婚姻関係は1960年から1972年まで続いた。3人目の妻ジョイス・ブラブナー（Joyce Brabner）とは死去までの27年を共に過ごした。二人は養女ダニエル・バートンとともにオハイオ州クリーブランドハイツに居住していた。ブラブナーは社会活動家でコミックブック原作者としても活動している。ピーカーとブラブナーが共作したグラフィックノベル『アワー・キャンサー・イヤー』は、リンパ腫に罹患したピーカーが苦しい闘病生活の末に回復する体験を描いた作品である。

## 執筆活動

### 『アメリカン・スプレンダー』
ピーカーが自伝的コミックブックシリーズ『アメリカン・スプレンダー』（"American Splendor"、「アメリカの輝き」）を書き始めた契機はロバート・クラムとの交友であった。クラムがクリーブランドに在住していた1960年代半ば、ともにジャズレコード愛好家であった二人は親交を結んだ。クラムのアンダーグラウンド・コミック作品を読んだピーカーはコミックスという表現形式の可能性に気付いたという。「映画にできることは何でもコミックスがやってのけられるのがわかった。それで俺もやりたくなったんだ。」それが実現するのには10年を要した。「10年くらいはコミックスを作るための理論固めをしていた」
1972年ごろ、ピーカーは何遍かの作品のコマ割りを行い、棒人間の絵を描き入れて、クラムとロバート・アームストロングに見せた。乗り気になった二人は作画を行うことを申し出た。ピーカーとクラムが制作した1ページ作品「クレイジー・エド」（"Crazy Ed"）はクラムの作品集『ピープルズ・コミックス』（"The People's Comics"）の裏表紙を飾った。これがピーカーのコミックスデビュー作となった。後に『アメリカン・スプレンダー』第1号が発行されるまで、ピーカーは「クレイジー・エド」をはじめとして様々な形式でコミック作品を発表した。
- 「Crazy Ed」、作画ロバート・クラム、『The People's Comics』収録（ゴールデンゲート、1972年)
- 「A Mexican Tale」、作画グレッグ・バジェット（英語版）、『Flaming Baloney X』収録（プロパガンダ、1975年ごろ）
- 「It Pays to Advertise」「Ain' It the Truth」「The Boys on the Corner: A Good Shit Is Best」、作画ウィリー・マーフィー（英語版）、『Flamed-out Funnies』第1号収録（リップオフ・プレス、1975年8月）
- 「The Kinsman Cowboys: How'd Ya Get Inta This Bizness Ennyway?」、作画グレッグ・バジェットとゲーリー・ダム（英語版）、『Bizarre Sex』第4号収録（キッチンシンク・プレス（英語版）、1975年10月）
- 「Famous Street Fights: The Champ」、作画ロバート・アームストロング、『コミックス・ブック（英語版）』第4号収録（キッチンシンク・プレス、1976年2月）
- 「Don't Rain on My Parade」、ロバート・アームストロング、『Snarf』第6号収録（キッチンシンク・プレス、1976年2月）

1976年5月には自費出版によるコミックブックシリーズ『アメリカン・スプレンダー』第1号が発行された。アーティストとしてクラム、ダム、バジェット、ブライアン・ブラムが制作に参加した。故郷クリーブランドの高齢化が進む区域に住むピーカーの日常を描く作品であった。第1号は赤字であったが、年月とともに売れ行きは上がり、90年代の終わりには毎号1万部を発行するようになった。
シリーズの作画を長く務めた著名なアーティストにはクラム、ダム、バジェットのほかスペイン・ロドリゲス、ジョー・ザベル、ゲリー・シャムレー、フランク・スタック、マーク・ジンガレッリ、ジョー・サッコがいる。2000年代にはディーン・ハスピエルとジョシュ・ニューフェルドがレギュラーとして作画を担当した。このほかにピーカーと共作したアーティストには、ジム・ウッドリング、チェスター・ブラウン、アリソン・ベクデル、ギルバート・ヘルナンデス、エディー・キャンベル、デヴィッド・コリアー、ドリュー・フリードマン、ホー・チェ・アンダーソン、リック・ギアリー、エド・ピスカー、ハント・エマーソン、ボブ・フィンガーマン、ブライアン・ブラム、アレックス・バルトがいる。そのほか、ピーカーの妻ジョイス・ブラブナーやコミック原作者アラン・ムーアなど、職業的なアーティスト以外の人物も作画を担当している。
『アメリカン・スプレンダー』コミックブックシリーズに書かれた作品は数多くの作品集やアンソロジーに収録されている。

### 映画版『アメリカン・スプレンダー』以降
2003年、『アメリカン・スプレンダー』を原作とする同題の映画が公開された。監督はロバート・プルチーニとシャリ・スプリンガー・バーマン、ピーカー役を主演したのはポール・ジアマッティである。ピーカー自身と妻ブラブナーもゲスト出演した。ピーカーは『アメリカン・スプレンダー: アワー・ムービー・イヤー』で映画の公開による生活の変化を描いた。
2006年、DCコミックスのインプリントであるヴァーティゴから全4号の『アメリカン・スプレンダー』ミニシリーズが発行され、ペーパーバック本『アメリカン・スプレンダー: アナザーデイ』にまとめられた。2008年には同じくヴァーティゴから『アメリカン・スプレンダー』の「第2シーズン」と単行本『アメリカン・スプレンダー: アナザーダラー』が発行された。
これらの自伝的作品に加え、ピーカーは多数の伝記を書いている。最初の伝記作品『アメリカン・スプレンダー: アンサング・ヒーロー』（2003年）は、退役軍人局病院で共に働くアフリカ系の同僚、ロバート・マクニールのベトナム戦争体験を題材にしたものである。

### その他のコミック作品

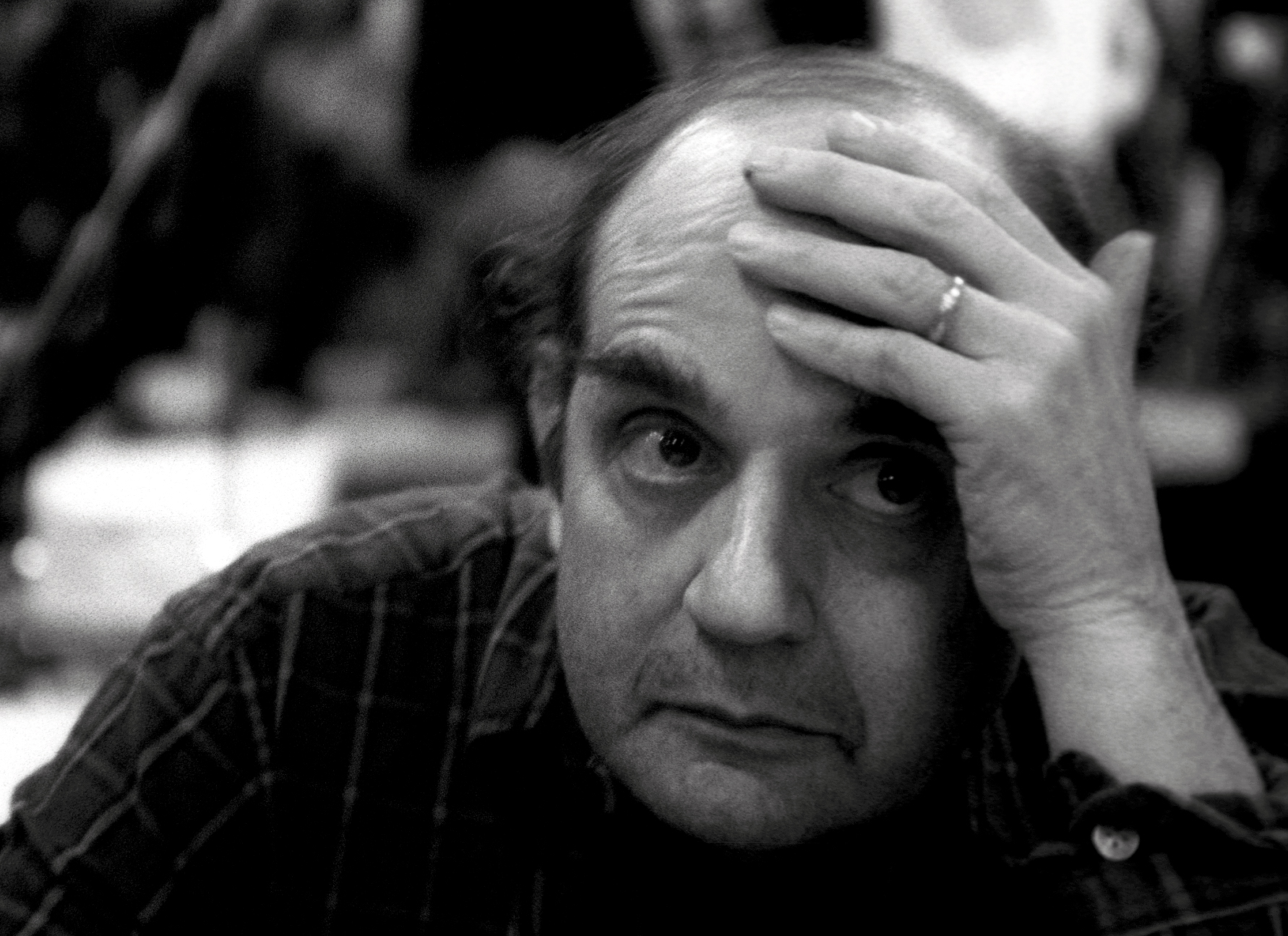
WonderCon2005（サンフランシスコ）を訪れたハービー・ピーカー。

2005年10月5日、DCコミックスのインプリントであるヴァーティゴからハードカバーでピーターの自伝『ザ・クイッター』（"The Quitter"、「腰抜け」）が刊行された。作画はディーン・ハスピールが担当した。同作はピーカーの青年時代を詳細に描いた作品である。
2006年、OverheardinNewYork.comを立ち上げた作家マイケル・マリスの伝記、『エゴ&ハブリス: ザ・マイケル・マリス・ストーリー』がバランタイン社（ランダムハウス傘下）から出版された。
ピーカーは『ベストアメリカンコミックス2006』に最初のゲスト編集者として参加した。同書はホートン・ミフリンが刊行するベストアメリカンシリーズで初めてのコミックス作品集である。
2007年6月、大学生のヘザー・ロバーソンおよびアーティストのエド・ピスカーとの共作で『マケドニア』を刊行した。同作はロバーソンのマケドニア研究に基づいている。
2008年1月、新作の伝記『スチューデンツ・フォー・ア・デモクラティック・ソサエティ: ア・グラフィック・ヒストリー』をヒル&ワンから刊行した。
2009年3月、エド・ピスカーのアートで『ザ・ビーツ』（"The Beats"）を刊行し、ジャック・ケルアックやアレン・ギンズバーグなどビート・ジェネレーションの歴史を描いた。2009年5月にはスタッズ・ターケルの『Working』（邦訳『仕事(ワーキング)!』1983年刊）の漫画化『Studs Terkel's Working: A Graphic Adaptation』が刊行された。
2009年からは『スミス』誌のウェブサイト上でウェブコミックシリーズ『ザ・ピーカー・プロジェクト』を連載した。
2011年にはイディッシュ語とイディッシュ文化を多面的に描いたアンソロジー『Yiddishkeit』がピーカー、ポール・バエレ、ハーシェル・ハートマンの共同編集でアブラムス・コミカーツから刊行された。同書には過去にピーカーと共作したアーティストが多数参加した。

## 芸能、評論、その他の活動
コミック作品の成功を受けて、1986年10月15日に『レイト・ナイト・ウィズ・デイヴィッド・レターマン』にゲストとして招かれた。それ以後もたびたび同番組に出演し、短期間に5回の再登場を果たした。ピーカーとレターマンとの口論は人気を集め、特にゼネラル・エレクトリック社によるNBC経営権の取得を巡る論争は評判となった。中でも白熱した1988年8月31日放映回では、ピーカーがレターマンをGE社の宣伝マンのようだと罵ったのに対し、レターマンはピーカーが子供だましの読み物を宣伝に来たと応酬し、二度と出演させないと宣言した。しかし、1993年4月20日放映回でピーカーは同番組に復帰し、1994年には『レイト・ショー・ウィズ・デイヴィッド・レターマン』にも登場した。
ピーカーは熱心なレコード・コレクターであり、20歳ごろからフリーランスでジャズの批評を行っていた。批評家としてはジャズ黄金時代の著名なプレイヤーを専門としていたが、メインストリームから外れたバース（Birth）、スコット・フィールズ、フレッド・フリス、ジョー・マネリのようなアーティストの擁護者でもあった。1990年代の初めには、『ロサンゼルス・リーダー』、『ザ・レビュー・オブ・コンテンポラリー・フィクション』、『ウッドワード・レビュー』のような定期刊行物で文学批評を行った。公共ラジオで放送された随筆によって賞を受けたこともある。また2000年にはアラン・ツヴァイクによるレコード収集についてのドキュメンタリー映画『ビニール』に出演した。2007年8月には、アンソニー・ボーディンの番組『アンソニー世界を喰らう』のクリーブランドを紹介する回でピーカーが取り上げられた。
2009年、ジャズオペラ『Leave Me Alone!』のリブレットを書くことで演劇界へのデビューを果たした。同作はダン・プロンジーの音楽が主体となっており、リアルタイムオペラとオーバリン大学の共同プロデュースにより2009年1月31日からフィニー礼拝堂で上演された。
2009年、『ボーン』の作者ジェフ・スミスの人生と作品を題材としたドキュメンタリー映画『ザ・カートゥーニスト』に出演した。

## 死去とその後の刊行物
2010年7月12日、午後一時を回ったころ、オハイオ州クリーブランド・ハイツの自宅でピーカーが死亡しているのが妻ブラブナーによって発見された。死因はすぐには明らかにならなかったが、10月になってカヤホガ郡検視局が過失による抗うつ剤フルオキセチンとブプロピオンの過剰摂取だと判断を下した。ピーカーは3度目のガン宣告を受けており、治療が始まるところだった。ブラブナーによると、ピーカーは前立腺ガンのほか、気管支喘息、高血圧、抑うつに苦しんでいた。墓石には生前の発言が墓碑銘として刻まれた。"Life is about women, gigs, an' bein' creative."（人生で大事なのは、女、ギグ、それとクリエイティブであることだ。）
その後も遺された作品の刊行は続いている。『ハービー・ピーカーズ・クリーブランド』（"Harvey Pekar's Cleveland"、トップシェルフ社、2012年）はピーカーの死亡時にジョセフ・レムナントによって作画作業が進められていたものである。
ジョイス・ブラブナーとの共作『The Big Book Of Marriage』および『Harvey and Joyce Plumb the Depths of Depression』、またピーカー・プロジェクトの下で発表されたウェブコミックス作品にも出版計画がある。さらにピーカーは生前、アーティストのサマー・マクリントンとともに、アメリカ人のマルクス主義者ルイス・プロイェクト（Louis Proyect）についての本を完成させていた。同書はプロイェクトが運営するブログと同じ『ザ・アンリペンタント・マルクシスト』という仮題を与えられていた。制作作業は2008年に始まっており、ランダムハウス社から刊行される予定であったが、ブラブナーがプロイェクトとの間に諍いを起こし、同書の出版を取り下げると宣告した。2014年4月現在、これらの四冊の本は未だに世に出ていない。
2010年12月、ピーカーの遺稿「ハービー・ピーカー・ミーツ・ザ・シング」がマーベル・コミックのアンソロジー『ストレンジ・テールス II』に収録された。同作でピーカーはスーパーヒーローのザ・シングと会話を交わす。作画はタイ・テンプルトンが担当した。
2012年10月、クリーブランドハイツ-ユニバーシティハイツ図書館にピーカーの彫像が建立された。ピーカーはこの図書館にほぼ毎日通っていたという。

## 評価
「クリーブランドの桂冠詩人」「ラストベルトの吟遊詩人」と呼ばれ、「グラフィックノベルの――あるいは絵によるメモワールの、もしくは自伝的なコミック表現の――鑑賞と認識のされ方を変えるのに貢献した」と評される。
『アメリカン・スプレンダー』は「コミックスの歴史の中で、もっとも訴えかける力を持ち、もっとも革新的なシリーズの一つであり続けている」とされる。さらにピーカーは「コミックブック形式のメモワール（回想録）」を初めて世に広めた作家でもある。スコット・マクラウドは、一般市民の日常を真摯に描く80年代以降の自伝的コミックスと、それ以前のアンダーグラウンド・コミックスとをつなぐ存在が『アメリカン・スプレンダー』だと評価している。現在ではブログやソーシャルメディア、あるいはグラフィックノベルの形で自分の人生について表現することは一般化したが、「それが当たり前のことになる以前の70年代半ばに、ハービー・ピーカーはそのすべてをやってしまった」。

## 人物
最初に刊行された『アメリカン・スプレンダー』書籍の序文でロバート・クラムはピーカーとの交友について述べ、「典型的な自己中心主義者。何かに駆り立てられ、取りつかれたような、クレイジーなユダヤ人だ。」と評した。さらに、一切の装飾や作為を排して「現実に起こったことをありのままに伝える」ことを貫徹する意志の強さを称賛した。
自ら「いつも称賛と注目を求めている、正直に言うと」「自分がジャズ評論家でいることに満足できなかった。俺が他人のことを書くのではなく、他人に俺のことを書いて欲しかったんだ」と述べる一方で、テレビ出演やタレント活動には興味を持っていなかった。ブラブナーによると、トークショーで舌戦を繰り広げたデイヴィッド・レターマンに対しては、クリエイティブな自由のないテレビ界で才能を無駄にしていると感じていたという。

### 影響
幼少期に読んだコミックブックの中では、『プラスチックマン』や『ザ・スピリット』、『キャプテン・マーベル』のようにヒーローものでもユーモアのあるものや、カール・バークスによる『ドナルドダック』が好きだったという。しかし、自身の創作への影響としては、コミックブックよりも『リトル・ルル』や『アウト・アワー・ウェイ』のような日常を題材としたコミック・ストリップの存在が大きかった。
小説に関しては、『ユリシーズ』の内的独白から多大な影響を受けたという。またヘンリー・ミラーの文体や、ジョージ・エイドの日常生活の細部への注視に惹かれると述べている。

## 受賞歴
- 1987: 『アメリカン・スプレンダー』の最初の単行本に対してアメリカン・ブック・アワードが授与された[8]。
- 1995: 『アワー・キャンサー・イヤー』に対してハーベイ賞最優秀グラフィックアルバム（オリジナル）賞が授与された[46]。

## 著作リスト
- American Splendor: The Life and Times of Harvey Pekar  (Doubleday, 1986)
- More American Splendor (Doubleday, 1987) ISBN 0-385-24073-2
- The New American Splendor Anthology (Four Walls Eight Windows, 1991) ISBN 0-941423-64-6
- Our Cancer Year, with Joyce Brabner and Frank Stack (Four Walls Eight Windows, 1994) ISBN 1-56858-011-8
- American Splendor Presents: Bob & Harv's Comics, with R. Crumb (Four Walls Eight Windows, 1996) ISBN 1-56858-101-7
- American Splendor: Unsung Hero, with David Collier (Dark Horse, 2003) ISBN 1-59307-040-3
- American Splendor: Our Movie Year (Ballantine Books, 2004) ISBN 0-345-47937-8
- Best of American Splendor  (Ballantine Books, 2005) ISBN 0-345-47938-6
- The Quitter, with Dean Haspiel (DC/Vertigo, 2005) ISBN 1-4012-0399-X
- Ego & Hubris: The Michael Malice Story, with Gary Dumm (Ballantine Books, 2006) ISBN 0-345-47939-4
- Macedonia, with Heather Roberson and Ed Piskor (Ballantine Books, 2006) ISBN 0-345-49899-2
- American Splendor: Another Day (DC/Vertigo, 2007) ISBN 978-1-4012-1235-3
- Students for a Democratic Society: A Graphic History (Hill and Wang, 2008) ISBN 978-0-8090-9539-1
- American Splendor: Another Dollar (2009) ISBN 978-1-4012-2173-7
- The Beats (2009) ISBN 978-0-285-63858-7
- Studs Terkel's Working: A Graphic Adaptation (2009) ISBN 978-1-59558-321-5
- Circus Parade by Jim Tully.  Foreword by Harvey Pekar. Introduction by Paul J. Bauer and Mark Dawidziak. (Kent State Univ. Press, 2009) 978-1-60635-001-0
- Huntington, West Virginia "On the Fly" (2011) ISBN 978-0-345-49941-7
- Yiddishkeit: Jewish Vernacular and the New Land, with Paul Buhle (2011) ISBN 978-0-8109-9749-3
- Not the Israel My Parents Promised Me, with JT Waldman. Epilogue by Joyce Brabner. (2012) ISBN 978-0-8090-9482-0
- Harvey Pekar's Cleveland, illustrated by Joseph Remnant. Introduction by Alan Moore. Edited by Jeff Newelt (2012) ISBN 978-1-60309-091-9

### 邦訳
- 『アメリカン・スプレンダー』、明浦綾子ほか（訳）、ロバート・クラム（序文）、ブルース・インターアクションズ（2004年）。ISBN 4-86020-099-3

映画の日本公開直後に刊行された。